# 特拉塔利亚斯
特拉塔利亚斯（義大利語：Tratalias），是意大利撒丁大区南撒丁省的一个市镇。总面积30.96平方公里，人口1107人，人口密度35.8人/平方公里（2009年）。ISTAT代码为107021。